# Andreas Thom
Andreas Thom (Rüdersdorf bei Berlin, DDR, 7 september 1965) is een Duitse voormalige voetballer. In 1988 werd hij verkozen tot Oost-Duits voetballer van het jaar.

## Clubcarrière
Thom begon zijn carrière op zesjarige leeftijd bij TSG Herzfelde. Na drie jaar maakte hij de overstap naar de jeugd van BFC Dynamo. Eind jaren zeventig werd dit de topclub van Oost-Duitsland en Dynamo werd tien keer op rij kampioen. Thom speelde in de eerste ploeg vanaf 1983 en won vijf titels met Dynamo. In 1988 werd hij topschutter en na het seizoen verkozen tot voetballer van het jaar.
Zijn eerste internationale ervaring was in 1983 bij een Europacupwedstrijd tegen Partizan Belgrado. In januari 1990 was hij na de hereniging de eerste DDR-Oberliga-speler die in de Bundesliga ging spelen. Bayer 04 Leverkusen kocht de speler van de DDR-recordkampioen voor 2,5 miljoen D-mark. Hij speelde tot 1995 bij de club en vormde met Ulf Kirsten, die van Dynamo Dresden overgekomen was een succesvol aanvallersduo. In 1993 won hij met zijn team de DFB-Pokal.
Na drie seizoenen bij de Schotse topclub Celtic keerde hij terug naar Berlijn, maar nu in West-Berlijn bij Hertha BSC, waar hij tot 2001 speelde.

## Interlandcarrière
Van 1984 tot 1990 trad Thom in totaal 51 keer aan voor het DDR-elftal en scoorde 16 keer. Hij maakte zijn debuut voor de nationale ploeg op 10 oktober 1984 in de vriendschappelijke thuiswedstrijd tegen Algerije (5-2). Thom trad in dat duel na 62 minuten aan als vervanger van Wolfgang Steinbach.
Na de Duitse hereniging ging Thom voor het team van gezamenlijk Duitsland spelen. In de eerste wedstrijd van de ploeg viel hij in tegen Zwitserland en scoorde al na enkele seconden. In totaal speelde hij tien wedstrijden voor Duitsland en scoorde twee keer.
| Interlanddoelpunten                   | Interlanddoelpunten | Interlanddoelpunten | Interlanddoelpunten                          | Interlanddoelpunten | Interlanddoelpunten | Interlanddoelpunten | Interlanddoelpunten |
| #                                     | Datum               | Locatie             | Wedstrijd                                    | Goal(s)             | Score               | Uitslag             | Wedstrijd           |
| ------------------------------------- | ------------------- | ------------------- | -------------------------------------------- | ------------------- | ------------------- | ------------------- | ------------------- |
| namens Duitse Democratische Republiek |                     |                     |                                              |                     |                     |                     |                     |
| 1                                     | 06/02/1985          | Guayaquil           | Ecuador – Duitse Democratische Republiek     | 40'                 | 1 – 2               | 2 – 3               | Oefeninterland      |
| 2                                     | 28/09/1985          | Belgrado            | Joegoslavië – Duitse Democratische Republiek | 47'                 | 0 – 1               | 1 – 2               | WK-kwalificatie     |
| 3                                     | 28/09/1985          | Belgrado            | Joegoslavië – Duitse Democratische Republiek | 59'                 | 0 – 2               | 1 – 2               | WK-kwalificatie     |
| 4                                     | 19/02/1986          | Braga               | Portugal – Duitse Democratische Republiek    | 7'                  | 0 – 1               | 1 – 3               | Oefeninterland      |
| 5                                     | 29/10/1986          | Karl-Marx-Stadt     | Duitse Democratische Republiek – IJsland     | 5'                  | 1 – 0               | 2 – 0               | EK-kwalificatie     |
| 6                                     | 03/06/1987          | Reykjavík           | IJsland – Duitse Democratische Republiek     | 38'                 | 0 – 2               | 0 – 6               | EK-kwalificatie     |
| 7                                     | 03/06/1987          | Reykjavík           | IJsland – Duitse Democratische Republiek     | 69'                 | 0 – 4               | 0 – 6               | EK-kwalificatie     |
| 8                                     | 03/06/1987          | Reykjavík           | IJsland – Duitse Democratische Republiek     | 88'                 | 0 – 6               | 0 – 6               | EK-kwalificatie     |
| 9                                     | 28/10/1987          | Maagdenburg         | Duitse Democratische Republiek – Noorwegen   | 33'                 | 2 – 1               | 3 – 1               | EK-kwalificatie     |
| 10                                    | 19/10/1988          | Oost-Berlijn        | Duitse Democratische Republiek – IJsland     | 34'                 | 1 – 0               | 2 – 0               | WK-kwalificatie     |
| 11                                    | 19/10/1988          | Oost-Berlijn        | Duitse Democratische Republiek – IJsland     | 89'                 | 2 – 0               | 2 – 0               | WK-kwalificatie     |
| 12                                    | 30/11/1988          | Istanboel           | Turkije – Duitse Democratische Republiek     | 76'                 | 3 – 1               | 3 – 1               | WK-kwalificatie     |
| 13                                    | 13/02/1989          | Caïro               | Egypte – Duitse Democratische Republiek      | 43'                 | 0 – 2               | 0 – 4               | Oefeninterland      |
| 14                                    | 13/02/1989          | Caïro               | Egypte – Duitse Democratische Republiek      | 87'                 | 0 – 4               | 0 – 4               | Oefeninterland      |
| 15                                    | 08/03/1989          | Athene              | Griekenland – Duitse Democratische Republiek | 66'                 | 3 – 2               | 3 – 2               | Oefeninterland      |
| 16                                    | 08/10/1989          | Karl-Marx-Stadt     | Duitse Democratische Republiek – Sovjet-Unie | 80'                 | 1 – 1               | 2 – 1               | WK-kwalificatie     |
| namens Duitsland                      |                     |                     |                                              |                     |                     |                     |                     |
| 1                                     | 19/12/1990          | Stuttgart           | Duitsland – Zwitserland                      | 76'                 | 3 – 0               | 4 – 0               | Oefeninterland      |
| 2                                     | 18/12/1993          | Palo Alto           | Verenigde Staten – Duitsland                 | 90'                 | 0 – 3               | 0 – 3               | Oefeninterland      |